# Carós (Gerona)
Carós es una entidad de población española del municipio de San Hilario Sacalm, perteneciente a la provincia de Gerona, en la comunidad autónoma de Cataluña.

## Historia
Hacia mediados del siglo XIX, el lugar, por entonces con ayuntamiento con Villanova de Sau, tenía contabilizada una población de 97 habitantes. Aparece descrito en el quinto volumen del Diccionario geográfico-estadístico-histórico de España y sus posesiones de Ultramar de Pascual Madoz con las siguientes palabras:

CAROS (SAN MARTÍN DE) : l. en la prov. de Gerona (10 boras), part. de Sta. Coloma de Farnes (6), aud. terr. c. y g. de Barcelona (24), dióc. de Vich, forma ayunt. con Villanova de Sau: sit. en llano á orillas del r. Ter, con buena ventilacion y clima sano. Forman la pobl. varias casas y una igl. parr. (San Martin), servida por un cura de ingreso. Confina el térm. N. Tavertet, del part. de Vich; E. Surqueda; S. el mencionado r. Ter, y O. San Ramon de Sau, tambien del part. de Vich. El terreno es montuoso y quebrado, contiene bosques de castaños y otros árboles, que producen madera y leña. Los caminos son locales, de herradura y en mal estado. prod.: trigo, legumbres, maiz; cria algun ganado y caza, 19 vec., 97 alm. cap. prod. : 838,800. imp.: 20,970.
(Madoz, 1846, p. 581)

El municipio de Carós desapareció de cara al censo de España de 1900, al incorporarse al de San Hilario Sacalm.

## Demografía
| Gráfica de evolución demográfica de Carós entre 1842 y 1897 |
| |
| Población de derecho según los censos de población del INE Población de hecho según los censos de población del INEEn estos censos se denominaba San Martín de Carós: 1842, 1857 y 1860 Entre el censo de 1857 y el anterior, crece el término del municipio porque incorpora a Montsoliú Entre el censo de 1900 y el anterior, este municipio desaparece porque se integra en el municipio San Hilario Sacalm |